# Baie de la Ciotat
Baie de la Ciotat este o arie protejată (sit de importanță comunitară — SCI) din Franța întinsă pe o suprafață de 1.755,13 ha, integral pe uscat.

## Localizare
Centrul sitului Baie de la Ciotat este situat la coordonatele 43°10′22″N 5°39′04″E / 43.17278°N 5.65111°E.

## Înființare
Situl Baie de la Ciotat a fost declarat arie specială de conservare în baza directivei 92/43 din 1992 referitoare la conservarea habitatelor naturale și a faunei și florei sălbatice pentru a proteja 2 specii de animale.

## Biodiversitate
Situată în ecoregiunea mediteraneană, aria protejată conține 6 habitate naturale: Golfuri mici largi și golfuri puțin adânci, Terase mlăștinoase și terase nisipoase neacoperite de apă la reflux, Bancuri de nisip acoperite în permanență slab de apă marină, Recifuri, Peșteri marine scufundate complet sau parțial, Straturi cu Posidonia (Posidonion oceanicae).
La baza desemnării sitului se află mai multe specii protejate:
- mamifere (1): delfin mare (Tursiops truncatus)
- reptile (1): Caretta caretta